# André Tisserand (homme politique)
Pour les articles homonymes, voir André Tisserand et Tisserand.
André Tisserand, né le 3 octobre 1919 à Limoges (Haute-Vienne) et mort le 29 mars 1997 à Belfort (Territoire de Belfort), est un avocat et homme politique français.

## Biographie
André Tisserand, en tant que député, siège à la Commission des lois et milite pour la dépénalisation de l'adultère et pour l'égalité entre les femmes et les hommes qui devient son cheval de bataille. Il est notamment porteur du projet visant a permettre aux femmes de disposer de leur propre compte en banque et de ne plus dépendre de leur mari ou leur père.
André a cependant un passé flou. Il a été au début de la Seconde Guerre mondiale, un jeune membre de la Milice à Limoges mais semble s'en être détourné par la suite. À la Libération, il est désigné non coupable d' une peine d'indignité nationale par la Cour civique de Pau . En effet au cours de son procès l'on apprend par différents témoignages que ce dernier a sauvé trois employés d'une entreprise juive ainsi que des résistants et les a aidés a récupérer leurs biens et ceux d'autres réfugiés à la sortie de la guerre. Par ailleurs, il a contribué a brûler certains papiers secrets comprenant des noms de membres de la Résistance. Son implication dans la Seconde Guerre mondiale semble ainsi avoir fortement varié au cours du temps.
En 1968, André Tisserand est élu député de la première circonscription du Territoire de Belfort contre Michel Dreyfus-Schmidt, au terme d'une campagne électorale où son passé est utilisé contre lui. Son concurrent est toutefois condamné pour diffamation pour avoir déformé les faits et raconté des choses fausses.
Il est ainsi une personnalité de la ville de Belfort qui a fortement contribué a son développement mais au passé controversé.

## Détail des fonctions et des mandats
- 1951 - 1959 : membre du Conseil économique
- 1959 - 1968 : membre du Conseil économique et social
- 30 juin 1968 - 1er avril 1973 : Député de la 1re circonscription du Territoire de Belfort (groupe UDR).
- 17 octobre 1972 - 2 juillet 1973 : membre de l'Assemblée consultative du Conseil de l'Europe

## Postérité
En 2016, le Conseil municipal de Belfort décide de donner son nom à une rue de la ville sur sa qualité d'ancien parlementaire ayant contribué au développement de Belfort, mais la révélation de son passé de milicien conduit le maire, Damien Meslot, à retirer cette délibération. 